# Казе Страдиото (Тревизо)
Казе Страдиото је насеље у Италији у округу Тревизо, региону Венето.
Према процени из 2011. у насељу је живело 27 становника. Насеље се налази на надморској висини од 69 м.